# Нестеренки (Богодуховский район)
Нестеренки (укр. Нестеренки) — село в Мельниковском сельском совете Валковского района Харьковской области Украины.
Код КОАТУУ — 6321284013. Население по переписи 2001 г. составляло 45 (18/27 м/ж) человек.

## Географическое положение
Село Нестеренки находится в 2-х км от реки Грушевая, на расстоянии в 2 км расположены сёла Яхременки, Великая Губщина, Тугаевка и Гребенники.

## История
- 1890 — год основания.
- 1997 — к селу присоединили село Коробки.